# 哈查爾河

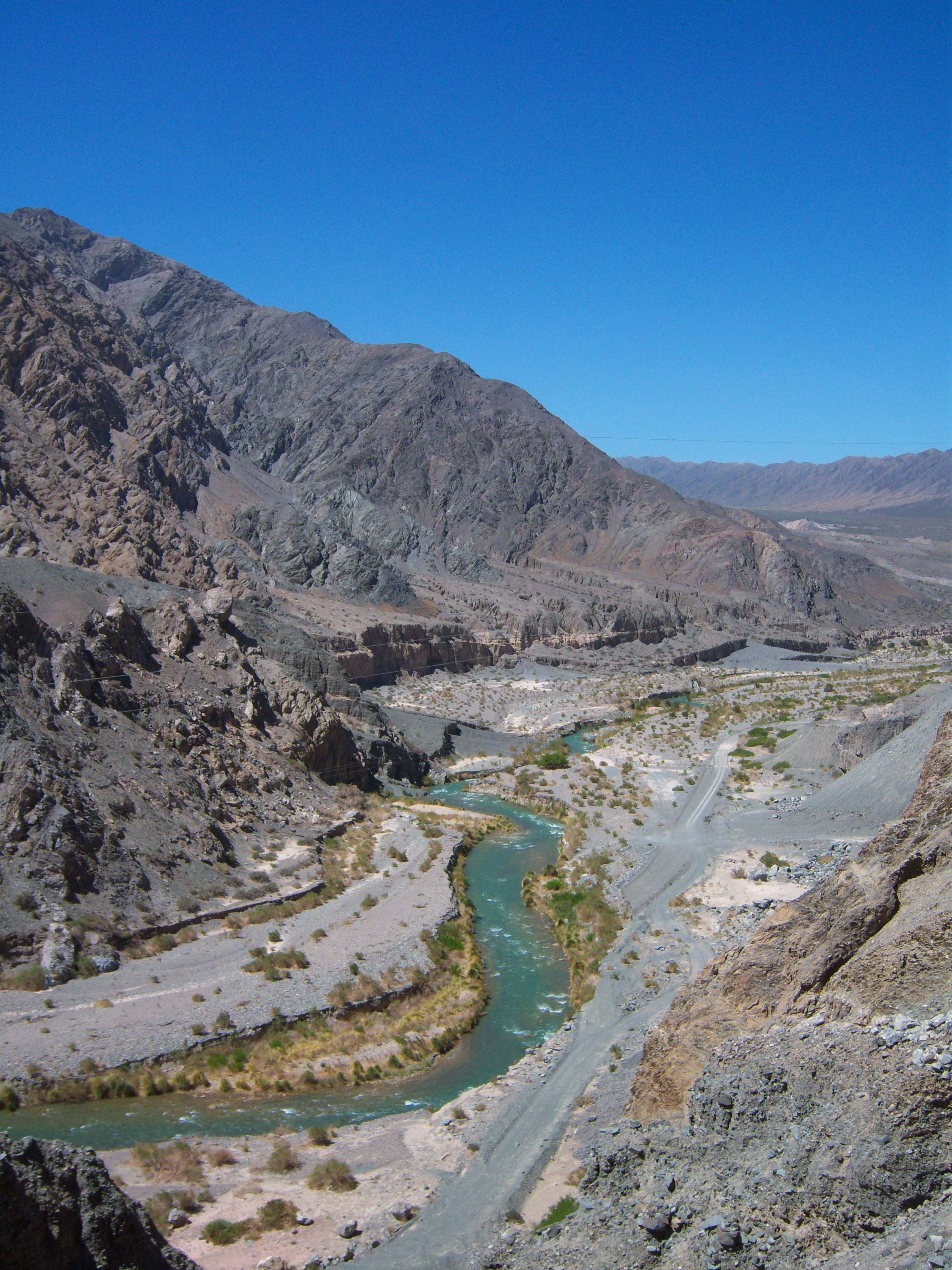
哈查爾河

哈查爾河（西班牙語：Río Jáchal）是阿根廷聖胡安省的河流，平均流速為每秒9立方米，流域面積34,232平方公里。
哈查爾河是家用、農業和工業的重要水源，但河水含有濃度2.8ppm的硼，超過易受硼影響農作物如葡萄的上限0.7ppm。
30°13′12″S 68°45′22″W / 30.22°S 68.7561°W